# Joazaf (Leluchin)
Joazaf, imię świeckie Witalij Michajłowicz Leluchin (ur. 10 kwietnia?/23 kwietnia 1903 w Dubasiszczach, zm. 24 kwietnia 1966) – rosyjski biskup prawosławny. 
Ukończył seminarium duchowne w Smoleńsku, po czym rozpoczął w 1919 studia na uniwersytecie w tym samym mieście. Z powodu trudnej sytuacji materialnej rodziny musiał jednak porzucić naukę i podjąć pracę w administracji państwowej. Świecki zawód wykonywał do 15 sierpnia 1942, gdy przyjął święcenia diakońskie. Cztery dni później został wyświęcony na kapłana. Do 1944 był proboszczem w różnych parafiach w obwodzie dniepropetrowskim, zaś od 1944 służył w cerkwi Zwiastowania w Dniepropietrowsku. Następnie był proboszczem parafii we wsi Amur w tym samym regionie oraz kapłanem w soborze Trójcy Świętej w Dniepropetrowsku. W 1958 złożył wieczyste śluby mnisze, przyjmując imię Joazaf i otrzymując natychmiast godność archimandryty. 
17 sierpnia 1958 miała miejsce jego chirotonia na biskupa sumskiego i achtyrskiego. W roku następnym został przeniesiony na katedrę dniepropetrowską i zaporoską, zaś w 1961 – do eparchii winnickiej. W 1964 otrzymał godność arcybiskupią. W tym samym roku objął katedrę kijowską, co łączyło się ze stałym członkostwem w Świętym Synodzie oraz z godnością egzarchy całej Ukrainy. Urząd ten sprawował do śmierci w 1966. 